# Julian Börner
Julian Börner (Weimar, 21 gennaio 1991) è un calciatore tedesco, difensore svincolato.

## Biografia
Dal dicembre 2013 è sposato con Kristina Gessat, ex calciatrice che ha giocato in Frauen-Bundesliga e nella nazionale tedesca.

## Carriera
Ha giocato nella seconda divisione tedesca ed in quella inglese.

## Palmarès

### Club

#### Competizioni nazionali
- 3. Liga: 1

Arminia Bielefeld: 2014-2015